# クロマニヨン吉川
クロマニヨン吉川（クロマニヨン よしかわ、本名：吉川 敏夫（よしかわ としお）、1958年12月14日 -  ）は、元お笑い芸人。神奈川県横浜市出身。妻と子供2人の家庭を持つ。 

## 来歴・人物
高校卒業後上京。劇団ひまわりに入団。テレビドラマ『翔んだライバル』（フジテレビ）にセミレギュラーで出演するなど役者として活動をする。にっかつロマンポルノ作品『ピンクのカーテン』などの劇場作品にも出演。ツービートの漫才とビートたけしに影響を受け、たけし軍団の門を叩き、1983年からたけし軍団の一員として活動。
1984年、自ら軍団を離脱、3人構成のコントグループ『サスガ』を結成する。これは、たけしに「さすが」と言わせることが狙いで付けられたコンビ名だったのだが、テレビ朝日系素人チャレンジ企画の番組に出演も審査員の横山やすしに酷評を浴び、間もなく解散。次に独楽芸を習得して、芸人三増紋之助と『クロマニヨン・チェン』として独楽芸のコンビを結成するが後に解散。
芸人を辞めた後は若手作家の中沢健と『ナカよし』という合作で小説を創作するコンビを組み、短編小説やコラム、ポエムなどを発表している。
たけし軍団在籍中から親しい間柄だったそのまんま東（現：東国原英夫）とは、軍団を抜けた後も付き合いが続いており、東が知事選に立候補した時から選挙活動のスタッフとなる。東が宮崎県知事に就任してからは、知事の政務秘書を務めた。 
政務秘書としての仕事は、東国原の身辺の世話やマスコミ取材の対応などであり、収入は後援会事務所から支払われている。
東国原英夫の一番弟子、お笑い芸人の早川伸吾とは親交深い。
2008年6月17日に東国原知事の日常を吉川の視点で綴った『知事、まさか今夜もピザですか？』が双葉社から出版された。
『知事、まさか今夜もピザですか？』の内容について発売当初、東国原知事が「事実無根だ」とブログ上などで激怒したが、東国原知事のパフォーマンスだったという見方が有力であり、その後も東国原知事と吉川は知事と秘書という関係のままである。
『新報道プレミアA』では、東国原知事を支え、知事を誰よりも知る男として政務秘書吉川敏夫の特集をこれまでに5度放送している。
2009年の6月30日から7月1日にかけて、自民党本部などで森喜朗元首相、古賀誠選対委員長、菅義偉選対副委員長と会談するという大役を任された。会談には唯是一寿が立ち会った。

## 出演番組

### テレビ
- スーパージョッキー（メンバー非固定期ガンバルマンズのメンバーだった）
- 翔んだライバル
- 新報道プレミアA

### 映画
- ピンクのカーテン（にっかつロマンポルノ、1982年7月23日）

### ラジオ
- ビートたけしのオールナイトニッポン
- 政務秘書吉川敏夫のひしょひしょ話（MRTラジオ）

## 著書
- 知事、まさか今夜もピザですか？（双葉社、2008年6月） ISBN 9784575300338

## 雑誌
- フィギュア王
- QuickJapan